# Napięcie międzyfazowe
Napięcie międzyfazowe (potocznie: napięcie przewodowe, międzyprzewodowe lub liniowe od ang. line-to-line voltage) – wartość skuteczna napięcia elektrycznego pomiędzy dwiema wybranymi fazami, przewodami fazowymi. Napięcie to jest charakterystyczne dla gałęzi odbiorników połączonych w trójkąt. Wynika to z tego, że w tym połączeniu nie ma punktu neutralnego.
W przypadku idealnym (napięcia sinusoidalnie przemienne, symetria trzech faz) wartość ta jest {\displaystyle {\sqrt {3}}} razy większa od wartości napięcia fazowego.
Według obowiązującej normy PN-IEC 60038:1999 (Napięcia znormalizowane IEC) w Polsce wartość skuteczna napięcia sieciowego międzyfazowego w sieciach niskiego napięcia (nn), przy częstotliwości sieci 50 Hz, wynosi 400 V ±10% (jednocześnie chwilowa wartość szczytowa napięcia międzyfazowego wynosi {\displaystyle {\sqrt {2}}} wartości skutecznej, czyli 563 V, a w praktyce może to być nawet jeszcze więcej, np. gdy w danej chwili występują różnego znaku odchylenia ±10% poszczególnych faz).